# Hystriomyia leucochaeta
Hystriomyia leucochaeta là một loài ruồi trong họ Tachinidae.